# 宇和町卯之町

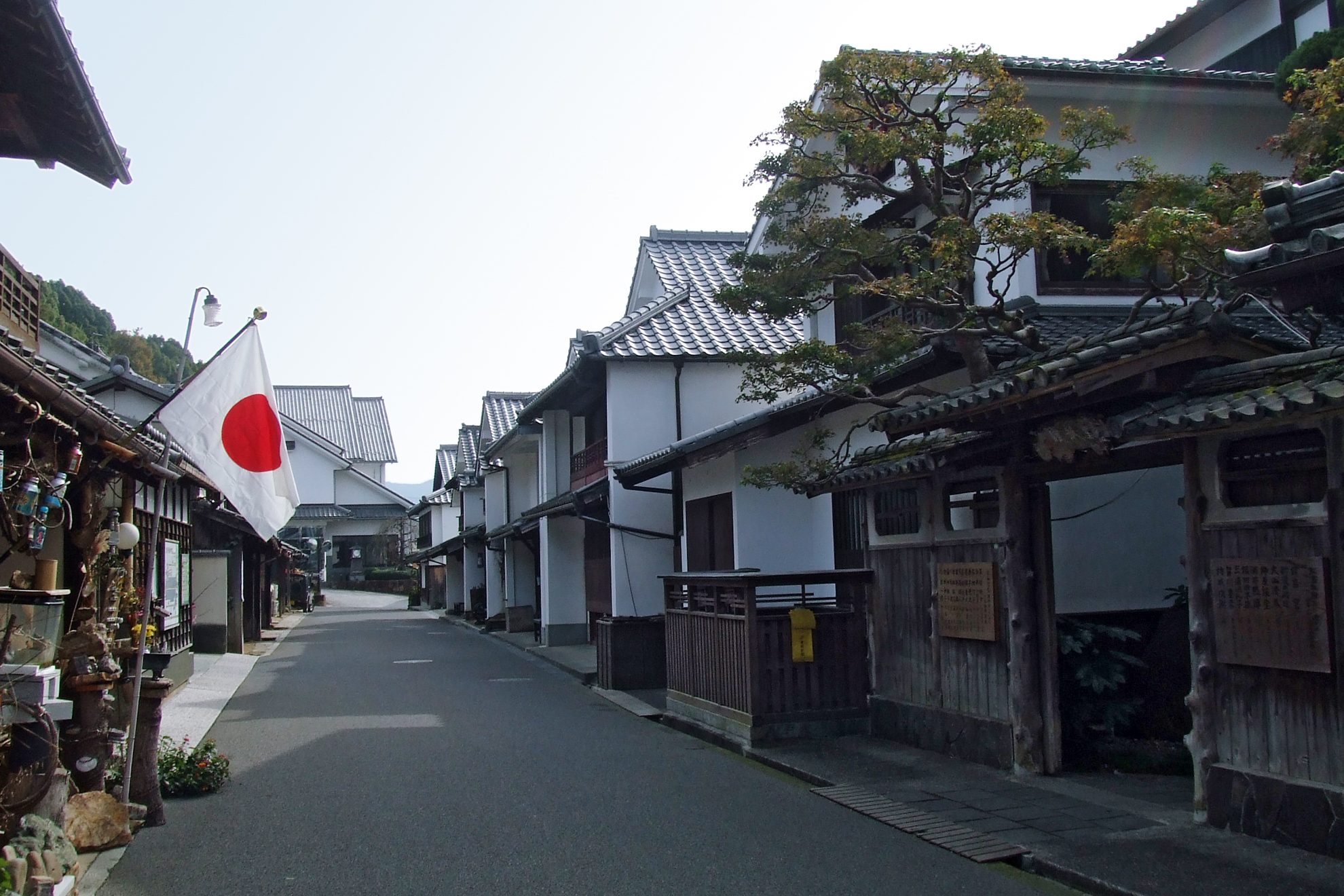
宇和町卯之町

宇和町卯之町（うわちょううのまち）は愛媛県西予市にある重要伝統的建造物群保存地区である。

## 概要
卯之町は市内宇和地区の中心地で、幕藩時代は宇和島藩の在郷町として栄えた。この地は戦国時代には伊予西園寺氏の支配下にあった。西園寺氏は地区北方の山上にある松葉城を居城としており、卯之町はもともと松葉城の城下町であった。西園寺氏は後に居城を肱川の対岸（地区の南方）の山上の黒瀬城に移したが、卯之町は引き続き城下町として存続した。廃城後は在郷町となり、四国八十八箇所札所の明石寺の門前町、宇和島街道の宿駅としての性格ももつようになった。当初の卯之町は現在地よりも南西にあり、現在地に移ったのは慶安4年（1651年）と伝える。近代になって、卯之町駅の開設や国道56号の開通に伴って、町の中心が南方へ移動したことにより、卯之町には伝統的建造物が良好に残されることとなった。
町内には江戸中期から昭和初期までに建てられた商家が並び、白壁・うだつ・出格子といった伝統的な美しい町並みが続いている。保存地区の中には国の重要文化財である開明学校、市指定文化財の末光家住宅・鳥居門、大正期の建築である卯之町キリスト教会がある。2009年12月に全国で86番目の重要伝統的建造物群保存地区として選定された。